# Tim McKee
Tim McKee (n. 14 martie 1953, Ardmore⁠(d), Comitatul Delaware, Pennsylvania, Pennsylvania, SUA) este un înotător american, medaliat olimpic. A participat la 2 ediții ale Jocurilor Olimpice (1972, 1976) în care a câștigat 5 medalii de argint.